# Il pozzo di Satana
Il pozzo di Satana (怪談せむし男, traslitterato Kaidan semushi otoko) è un film del 1965 diretto da Hajime Satō.

## Trama
Yoshie, rimasta recentemente vedova, riceve una notizia sconcertante: il marito defunto, deceduto in un manicomio, le ha lasciato in eredità una villa isolata in campagna. Incuriosita e turbata, decide di recarsi sul posto insieme a un gruppo di amici e familiari. Appena arrivati, vengono accolti da un’imponente statua demoniaca posta nella hall, presagio sinistro di ciò che li attende. Il gruppo fa la conoscenza del misterioso e inquietante custode gobbo, che racconta loro una serie di omicidi e avvenimenti inspiegabili avvenuti nella casa, soprannominata il "Pozzo di Satana". Nonostante lo scetticismo iniziale, Yoshie e i suoi compagni iniziano presto a percepire presenze disturbanti: risate disincarnate echeggiano nei corridoi, porte che si chiudono da sole e strani suoni provenienti dalle pareti.
Le inquietudini crescono con l’arrivo inaspettato di Akemi, l’amante del defunto marito, che reclama ciò che le era stato promesso. Anche lei si ritrova coinvolta in questo clima di terrore crescente. Tra visioni spettrali e apparizioni oscure, la tensione aumenta e la linea tra realtà e allucinazione si fa sempre più sottile. Durante una seduta spiritica, guidata dalla medium, qualcosa di malevolo si manifesta, portando con sé la follia. Yoshie, sempre più scossa, si aggrappa all’aiuto del dottor Yamashita e dell’avvocato Isobe ma la casa sembra avere il potere di soggiogare chiunque vi entri. Gli ospiti iniziano a sparire, e un’oscura verità si cela dietro la morte del marito e la natura maledetta della villa.

## Produzione
Il film è dichiaratamente un omaggio al cinema dell'orrore europeo, con chiari riferimenti ai film Danza macabra di Antonio Margheriti dell'anno precedente e Gli uccelli di Alfred Hitchcock di due anni prima.
La villa in cui si svolgono i fatti si trova ai Giardini Kyū-Furukawa, situati nel quartiere speciale di Kita, a Tokyo.

## Edizione italiana
Nell'edizione italiana della pellicola gli accrediti di tutto il cast e la troupe sono stati anglicizzati; inoltre i nomi di diversi personaggi differiscono dall'originale.
È stato vietato ai minori di 18 anni per "un clima morboso di terrore, di orrore e di violenza omicida, del tutto controindicate dalla particolare sensibilità e alle specifiche esigenze educative dei minori di tale età".